# 196 f.Kr.

## Händelser

### Efter plats

#### Romerska republiken
- Insubrerna, galler från Podalen, som romarna tror har gjort uppror på Karthagos uppmaning, blir slutligen besegrade.
- En ny kategori romerska präster, tresviri epulones, väljs för att övervaka festerna till gudarnas ära; de första tre att väljas är Gaius Licinius Lucullus, Publius Manlius och Publius Porcius Laeca.
- Vid de isthmiska spelen i Korinth bestämmer den romerske generalen och prokonsuln Titus Quinctius Flamininus att alla greker skall vara fria och styras enligt sina egna lagar. Detta leder till att han av många greker hyllas som en frälsare och blir ärad på samma sätt som gudarna.
- Flamininus anklagar Spartas härskare Nabis för tyranni, erövrar Gythion i Lakonien och tvingar Nabis att överlämna Argos.

#### Anatolien
- Enligt den romerske vetenskapsmannen och författaren Marcus Terentius Varro leder grundläggandet av ett bibliotek i Pergamon av Eumenes II av Pergamon vid denna tid, tillsammans med ett embargo på papyrus av Ptolemaios V, till utvecklandet av pergament.

#### Egypten
- Rosettastenen skapas. Denna sten är en ptolemaisk stele skriven med samma text på två egyptiska skriftspråk (hieroglyfer och demotisk skrift) och på klassisk grekiska. Översättningen av den grekiska texten visar att inskriptionen är ett kungligt edikt som omtalar de fördelar, som Egypten har fått genom farao Ptolemaios V Epifanes vid tiden för dennes kröning. Denna sten kommer sedermera att ge lösning till Egyptens hieroglyfiska eller piktografiska skrift och förordningen på den omnämner de egyptiska urinvånarnas ökande inflytande, sänkta skatter och skulder, frisläppta fångar, benådade rebeller, som har kapitulerat och beviljade ökade donationer till templen.

#### Seleukiderriket
- Antiochos III:s armé går över Hellesponten in i Thrakien, där han hävdar överhöghet över territorium, som Seleukos I har erövrat 281 f.Kr. Ett diplomatiskt smutskastarkrig följer därpå med Rom. Romarna skickar ambassadörer, som kräver, att Antiochos skall lämna Grekland och släppa alla autonoma samhällen i Anatolien. Att gå med på dessa krav skulle innebära, att Antiochos III skulle få ge upp västra delen av sitt Seleukiderrike. Därför vägrar han gå med på de romerska kraven.

## Avlidna
- Han Xin (markis av Huaiyin), militär ledare, som har kämpat under den kinesiska Handynastins grundare Liu Bang.
- Han Xin, ättling till den kinesiska staten Hans kungaätt och general under den västra Handynastin.